# Utbudsekonomi
Utbudsekonomi är en makroekonomisk riktning (skola) som hävdar att ekonomisk tillväxt mest effektivt kan skapas med incitament för människor att producera varor och tjänster, till exempel genom sänkt inkomstskatt och vinstskatt.
Skolan är starkt förknippad med Lafferkurvan och antyder liksom denna att det största skatteintaget sker om satsen är någonstans mellan 0 % och 100 % (mot vilka punkter statens inkomster krymper i riktning mot noll). Anhängare av en utbudsekonomi menar att man kan öka de offentliga intäkterna genom att sänka skatter, och pekar på USA:s ekonomiska utveckling under 1920- och 1980-talet (i Reagans fall främst skattesänkningen 1981, som inte ökade skatteintäkterna). I båda fallen minskades marginalskatten från 60 respektive 70 % till 25 respektive 28 %. I det tidigare fallet ökade statsintäkterna samtidigt som skatterna sänktes, även om kritiker menar att det var en indirekt orsak till den stora depressionens utbrott.